# Уоттс, Стефани
Стефани Кортни Уоттс (англ. Stephanie Courtney Watts; родилась 12 апреля 1997 года в Бронксе, Нью-Йорк, США) — американская профессиональная баскетболистка, выступавшая в женской национальной баскетбольной ассоциации за клуб «Чикаго Скай». Она была выбрана на драфте ВНБА 2021 года в первом раунде под общим десятым номером клубом «Лос-Анджелес Спаркс». Играет на позиции атакующего защитника. В данное время выступает за испанскую команду «Герника Бискайя».

## Ранние годы
Стефани Уоттс родилась 12 апреля 1997 года в Бронксе, континентальном боро Нью-Йорка, в семье Стивена и Ронды Уоттс, у неё есть два брата, Дуглас и Брэндон, а училась в городе Мэтьюз (штат Северная Каролина) в средней школе Уэддингтон, в которой выступала за местную баскетбольную команду.